# Redoute du Moulin de Saquet
Pour les articles homonymes, voir moulin (homonymie).
La redoute du Moulin de Saquet, parfois appelée la redoute Moulin-Saquet ou tout simplement le Moulin Saquet, était l'un des ouvrages complémentaires de la première ceinture de forts de Paris.

## Situation
La redoute du Moulin de Saquet  construite sur la commune de Vitry-sur-Seine, se situait entre le fort d'Ivry et la redoute des Hautes-Bruyères à Villejuif, au sommet du coteau qui domine la Seine en haut de l'actuelle rue Camélinat.
Cette portion de plateau domine le secteur de Villejuif à la Seine. Pour y accéder à partir de Paris, les troupes du génie militaire construisirent une route, appelée depuis rue du Génie.

## Le moulin de Saquet

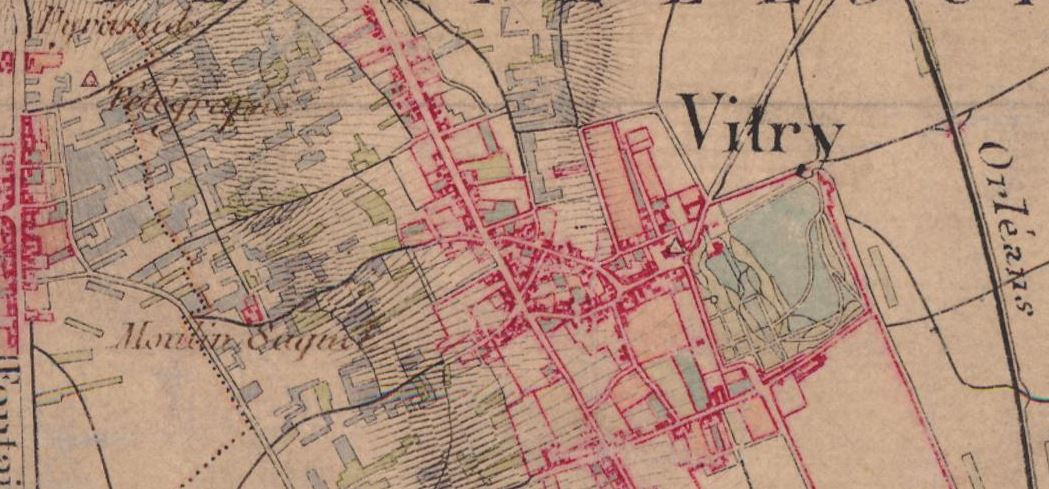
Le « moulin de Saquet » à Vitry, sur la carte d'état-major, 1820-1866.

La redoute a été construite au lieu-dit « Moulin de Saquet », à Vitry à proximité d'une ferme dont le moulin a été démoli en 1857, mais l'exploitation agricole va lui subsister quelques années. Ce moulin se trouvait près de l'actuelle voie Delibes. Son nom pourrait provenir du propriétaire du moulin. Au XVIIIe siècle, il y existait une « voie de Saquet », qui reliait Villejuif à Vitry. La ferme est démolie en 1965, mais l'« avenue du Moulin-de-Saquet »  et la « rue du Moulin-de-Saquet » ont gardé son nom.

## Résumé historique
Quelques années après la destruction du moulin en 1857, la ferme fut transformée en abri militaire, dotée de pièces d'artillerie destinées au contrôle de la Seine. L'invasion de Paris par les troupes allemandes, le 18 septembre pendant la guerre de 1870, permit seulement aux troupes du génie militaire d'achever la redoute des Hautes-Bruyères et celle du Moulin de Saquet. Cette dernière était une redoute en terre, qui fut ainsi plus rapidement édifiée que la redoute en pierres initialement prévue. Durant la Commune de Paris, les communards l'occupèrent, comme les autres forts et redoutes de la banlieue sud, afin de protéger Paris, et ceci jusqu'à leur défaite militaire de la fin mai. 
La redoute du Moulin de Saquet faisait partie d'un réseau de quatre redoutes, établi sur le territoire de la commune de Vitry :
1. La redoute du Moulin de Saquet ;
2. La redoute du Port à l'Anglais destinée à empêcher l'ennemi de se glisser le long de la Seine ;
3. La redoute du Bord de l'eau également destinée à gêner la progression de l'ennemi le long du fleuve ;
4. La redoute de la Pépinière.

## Chronologie détaillée des années 1870-1871

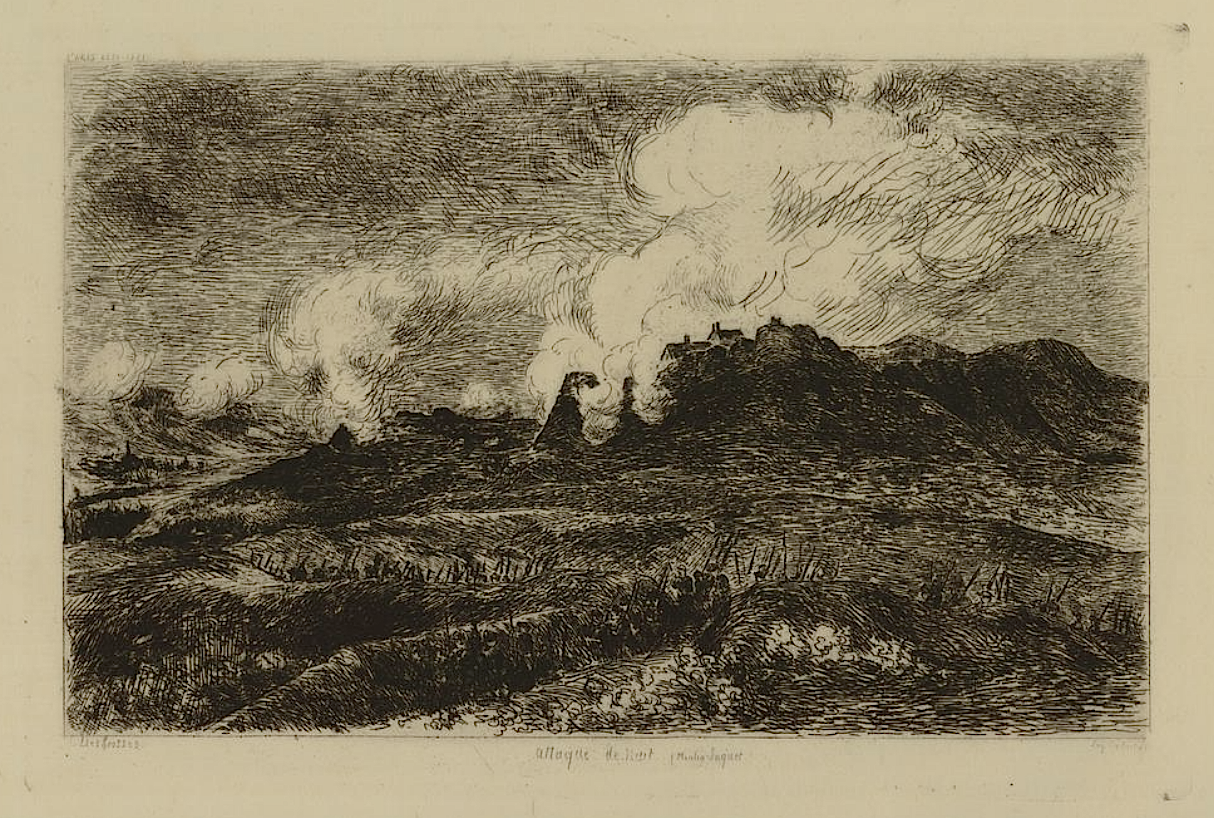
Attaque de nuit (Moulin Saquet), eau-forte de Léopold Desbrosses (1871).

### Pendant le siège de Paris (1870-1871)
- 18 septembre 1870 : 2 000 hommes et 28 pièces d'artillerie de campagne de la division du général de Maud'huy renforcent les positions du Moulin de Saquet et des Hautes-Bruyères puis entreprennent le creusement de tranchées.
- 21 septembre : d'incessantes patrouilles prussiennes rôdent autour de l'ouvrage du Moulin de Saquet.
- 22 septembre : dans la soirée, la division Maudhuy est portée en avant des forts d'Ivry et de Bicêtre et occupent le Moulin Saquet et le village de Vitry.
- 23 septembre : l’ennemi effectue une reconnaissance sur le Moulin Saquet, puis est mis en déroute par les défenseurs aidés de l’artillerie du fort d'Ivry.
- 9 novembre : la redoute du Moulin de Saquet tire sur les travaux de l'ennemi dans la direction de Choisy-le-Roi.
- 12 novembre : le gouverneur de Paris visite la redoute des Hautes-Bruyères et celle du Moulin de Saquet.
- 14 novembre : une canonnade très vive de la part de la redoute du Moulin de Saquet et de l'ouvrage des Hautes-Bruyères appuyés par les forts de Charenton, d'Ivry et de Montrouge s'engagent contre les positions prussiennes situées au sud de Paris.

- 29 novembre : le colonel Valentin, commandant une brigade de la division Maudhuy, attaque le village de l'Haÿ avec les 109e et 110e de ligne et les 2e et 4e bataillons de la garde nationale mobile du Finistère. Les troupes françaises pénètrent dans les premières lignes « vaillamment » conquises. Au moment où les troupes françaises se retirent et où les réserves prussiennes arrivent dans le village en quantité considérable, un tir intense d'artillerie, partant des Hautes-Bruyères et des batteries environnantes, couvrent et écrasent de feux l'Haÿ ainsi que les colonnes qui cherchent à l'aborder. Au même moment :
  - les canonnières du capitaine de vaisseau Thomasset, en amont du Redoute du Port-à-l'Anglais,
  - des pièces de gros calibre, montées sur wagons blindés, en station sur la voie du chemin de fer,
  - les batteries environnant Vitry,
  - celles du Moulin Saquet,
  - une partie de l'artillerie du fort de Charenton ;

dirigent leurs feux, avec la plus grande intensité, sur le terrain occupé par l'ennemi et lui infligent les plus grandes pertes.
- 21 décembre : combat du Moulin de Saquet où se trouve engagé le 111e régiment d'infanterie.
- Du 5 au 7 janvier 1871 : les redoutes des Hautes-Bruyères et du Moulin de Saquet subissent un véritable bombardement.
- 11 janvier : nouvelle canonnade prussienne sur les deux redoutes sans résultats.
- 17 janvier : la redoute du Moulin de Saquet est canonnée par une batterie de campagne à laquelle l'artillerie de position fait éprouver, en hommes et en chevaux, des pertes tellement sérieuses que le feu est éteint en quelques instants et la batterie démontée, laissant hommes et chevaux sur le terrain.

### Pendant la Commune de Paris
La redoute est prise par les communards, comme tous les forts de la banlieue sud — les forts d'Ivry à Arcueil sont placés sous le commandement de Walery Wroblewski, mais sans plan général de défense ni organisation de la vie militaire, ce qui entraîne des désertions et fusillements. Il est important pour les communards de tenir cette redoute et celle des Hautes-Bruyères, car elles protègent les forts de Bicêtre et d'Ivry, eux-mêmes garants de la protection de Paris. Tenir la redoute du Moulin de Saquet permet en outre de contrôler la plaine à ses pieds et de bombarder les villages de l'Haÿ, Chevilly, Choisy, Vitry... Les versaillais se trouvant à l'ouest de Paris, il ne se passe pas grand chose à la redoute jusqu'à la mi-avril 1871. 
Elle se trouve soudainement mise en lumière quand les troupes républicaines décident de faire un coup ponctuel : prendre la redoute et la barricade de Villejuif afin de les désarmer et démoraliser les fédérés. La mission n'est pas censée apporter une avancée réelle dans le siège car il n'est pas possible de prendre définitivement la redoute sans prendre aussitôt les forts qui la protègent, ce qui n'est pas à l'ordre du jour. Dans la nuit du 3 au 4 mai, donc, la redoute, occupée par environ cinq cents fédérés, est investie par un détachement de troupes républicaines, qui font quelques morts et prisonniers et prennent surtout les dix canons qui s'y trouvent — ce qui sert aussitôt à la propagande du Gouvernement de défense nationale. Cet échec des communards est attribué au départ de Wroblewski pour le fort d'Issy, sujet d'une polémique entre Louis Rossel et Félix Pyat pour déterminer qui lui en avait donné l'ordre. Cela aboutit finalement à la démission de Félix Pyat du Comité de salut public. L'échec militaire est surtout attribué, afin d'éviter de reconnaître son infériorité militaire, à la trahison du commandant du 55e bataillon, ce qui se révèle erroné (il va en effet être exilé en Nouvelle-Calédonie pour sa participation à l'insurrection, après son procès en Conseil de guerre). Enfin, l'épisode est repris par quelques journaux communards et surtout par Karl Marx pour dénoncer des massacres inhumains de la part des républicains — là encore, il s'agit de propagande — la Commune elle-même, par ses organes officiels, n'a jamais signalé ni dénoncé de tels comportements.
La redoute est, après cela, de nouveau l'objet d'escarmouches, alors que les versaillais entrent dans Paris par l'ouest, et progressent en direction de l'est. Elle est finalement prise par les troupes régulières le jeudi 25 mai, et les forts de Bicêtre et Ivry le 27. 
Elle est détruite peu après.